# Такахира Когоро
Такахира Когоро (яп. 高平小五郎) (29 января 1854, 	
Итиносеки — 28 ноября 1926, Токио) — японский дипломат.

## Карьера
В 1892—1899 годах — посланник в Нидерландах, Италии и Австро-Венгрии.
В 1900—1905 годах — посланник в США.
В 1907—1908 годах — посол в Италии.
В 1908—1909 годах — посол в США.
Участвовал в переговорах по заключению Портсмутского мирного договора (1905).
В 1908 году заключил с государственным секретарём США Э. Рутом соглашение по тихоокеанским вопросам.